# Google помоћник
 помоћник (енгл. Google Assistant) је виртуелни помоћник с вештачком интелигенцијом који је развила компанија Google. Направљен је највише да би се користио на телефонима и паметним уређајима. За разлику од Google-овог прошлог виртуалног помоћника по имену Google тренутно, Google помоћник може да учествује у двосмерним разговорима.
 помоћник је објављен маја 2016. године као део Google-ове апликације за дописивање, Google Allo, а такође је интегрисан и у Google Home паметне звучнике. Након периода доступности само на Google Pixel и Pixel XL паметним телефонима, Google помоћник је кренуо и да се појављује и на другим Android уређајима од фебруара 2017. године, као и на Android паметним сатовима. У мају 2017,  помоћник је објављен и као апликација за iOS уређаје. Заједно уз проглашење софтверског пакета за програмирање у априлу 2017,  помоћник је постао доступан на још више уређаја, укључујући аутомобиле и понеке паметне уређаје за кућу.
Корисници најчешће користе Google помоћника гласовним путем, тј. изговарањем гласовних команди, али писање команде помоћу тастатуре је такође могуће. Google помоћник може да претражује интернет, подешава и намешта догађаје, аларме и подсетнике у календару, мења подешавања на корисниковом уређају и показује информације кориснику са његовог/њеног Google налога. Google је такође изјавио да ће Google помоћник моћи да идентификује предмете и прикупља визуелне податке помоћу телефонске камере, подржаваће гласовну куповину и слање новца, а такође ће моћи и да идентификује песме.
На CES-у 2018 године, први паметни екрани с Google помоћником су били најављени, са првим који ће изаћи јула 2018. године. У 2020. години, Google помоћник је већ доступан на више од милијарду уређаја широм света.  помоћник је доступан у више од 90 земаља и на више од 30 језика и користи га више од пола милиона корисника месечно.